# Artur Loureiro
Artur José de Sousa Loureiro (n. 11 februarie 1853, Porto, Portugalia – d. 7 iulie 1932, Terras de Bouro⁠(d), Districtul Braga, Portugalia) a fost un pictor portughez.

## Viața și munca
Primele lecții de desen și pictură le-a primit de la prietenul său António José da Costa (1840-1929). Ulterior a urmat Școala Superioră de Belas-Artes do Porto, unde a studiat sub João António Correia. În 1875, a plecat la Roma cu sprijinul patronului său Delfim Guedes (1842-1895), viitorul conte de Almedina.
În 1879, s-a mutat la Paris cu o bursă pentru a studia la École des Beaux-Arts; locuind în Cartierul Latin și obținând un loc în studiourile lui Alexandre Cabanel. A expus la Salon din 1880 până în 1882, împreună cu colegii săi pictori din Portugalia João Marques de Oliveira, António Silva Porto, José Júlio de Souza Pinto, Columbano Bordalo Pinheiro și João Vaz. În Franța, el a cunoscut-o pe Marie Huybers (sora romancierului Jessie Couvreur) și s-a căsătorit cu ea, chiar dacă căsătoria a încălcat condițiile bursei sale. El a căutat o altă bursă, dar boala l-a împiedicat să depună o cerere. După aceea, s-a mutat la Londra, unde exponatele sale au atras atenția, dar sănătatea lui a necesitat un climat mai cald.

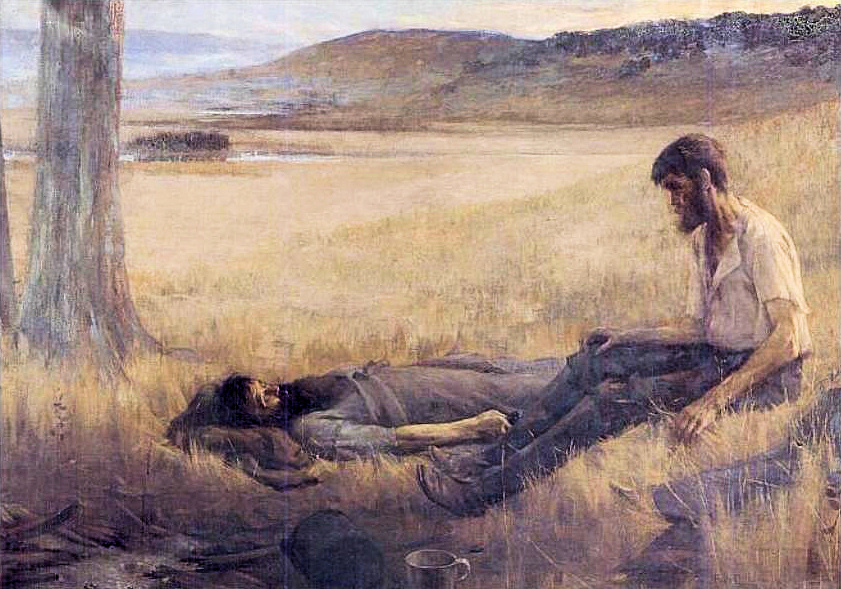
Moartea lui Burke (1892)

În 1884, a emigrat împreună cu Marie în Australia, țara ei natală, deși vorbea puțin engleza (el și Marie foloseau franceza) și s-au stabilit la Melbourne. În anul următor, s-a alăturat primei asociații australiene de artă, care s-a contopit cu Victorian Artists Society în 1888. A devenit „profesor de design” la Academia Presbiteriană a Doamnelor, s-a înscris în mai multe jurii de artă și a fost numit inspector pentru National Gallery of Victoria.
După moartea lui Marie în 1901, s-a întors la Porto, unde a înființat un studio la „Crystal Palace” (o sală de expoziții modelată după cea din Londra). A devenit rapid un loc de întâlnire pentru artiștii locali și studenții lor. Singurul său fiu a fost ucis în timpul Primului Război Mondial și s-a recăsătorit în 1918. Cu câteva luni înainte de moartea sa, în 1932, i s-a acordat Ordinul Sfântului Iacob al Sabiei. A murit brusc, în timp ce se realiza o pictură peisagistică din mediul rural.